# Mariusz Kozłowski
Mariusz Kozłowski (ur. 21 grudnia 1958 w Łodzi. zm. 5 sierpnia 2008 tamże) – polski aktor dziecięcy, w późniejszych latach kucharz.

## Życiorys
Jego jedyną rolą była postać Maćka Łazanka zwanego „Grubym” - głównego bohatera serialu Gruby w reżyserii Wojciecha Fiwka z 1972. Rolę tę uzyskał po drugim castingu. Początkowo reżyser nie był zadowolony z gry chłopaka, w końcu jednak udało się osiągnąć zamierzone rezultaty. Ciekawostką jest fakt, że gdy w jednej scen bohater uczy się jeździć na rowerze, Mariusz Kozłowski naprawdę nie umiał na nim jeździć.
Kozłowski nie kontynuował kariery aktorskiej - został kucharzem i przeniósł się do Szczecina. Tam pracował w gastronomii oraz handlu, ożenił się i doczekał dwóch synów. Miał problemy z nałogami - alkoholem, paleniem, a przede wszystkim z hazardem, który wpędził go w problemy finansowe oraz rodzinne. Zmarł w rodzinnej Łodzi, natomiast pochowany został na cmentarzu parafialnym w Ksawerowie, w województwie łódzkim.
Postać Mariusza Kozłowskiego „Grubego” została uwieczniona na muralu, znajdującym się na otwartym w lipcu 2020 Skwerze im. „Grubego” w Mieroszowie - mieście, w którym realizowany były zdjęcia do serialu.